# Шанивар Вада

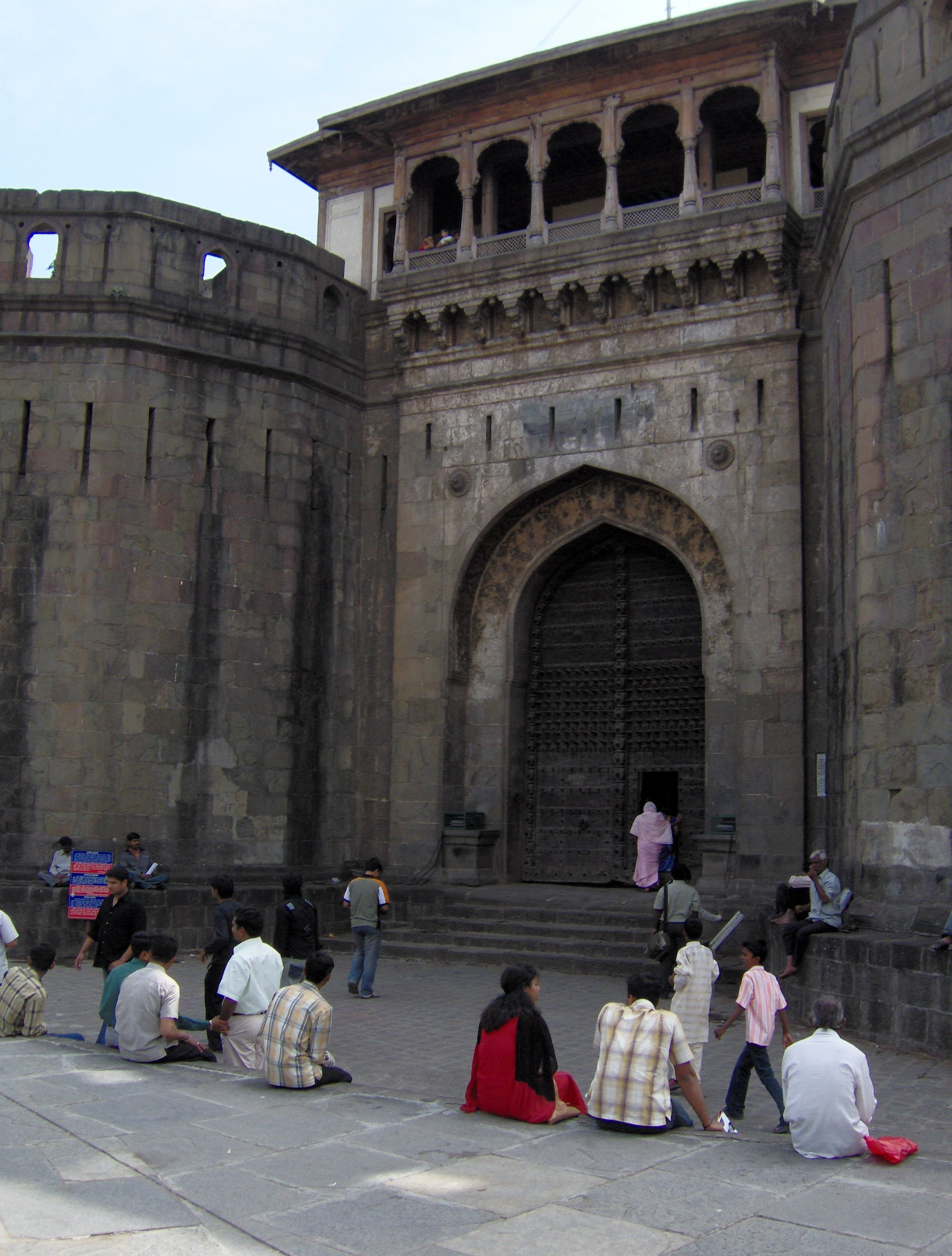
Главные ворота Дели Дарваджа

Шанивар Вада (маратхи शनिवार वाडा, IAST: Śanivār vāḍā) — историческая крепость и резиденция правителей Махараштры в Пуне в XVIII—XIX веках.

## История
Начало строительства крепости было положено в субботу, 10 января 1730 года, когда пешва Баджи-рао I символически высыпал горсть земли на то место, где затем должна была возведена Шанивар Вада. «Шанивар» на языке маратхи обозначает «суббота», а «вада» — «группа зданий». Материалы для строительства ввозились из различных частей Индии, тик из Джуннара, а известняк и камень — из Чинчвада и Джеджури. К 1732 году строительство крепости было в основном закончено, и 22 января 1732 года она была освящена проведением индуистской религиозной церемонии. Комплекс имел пять ворот: Дели Дарваджа (главные, северные, выходящие на дорогу к Дели), Мастани Дарваджа (северные), Ганеш Дарваджа (восточные), Хидки Дарваджа (восточные) и Джамбул Дарваджа (южные). В течение последующих 60 лет пешвы расширяли и достраивали здания так, что к окончанию этого срока высота зданий достигала семи этажей. В период с 1732 по 1818 год крепость использовалась также правящей династией как резиденция властителей Махараштры, до тех пор, пока в 1818 году англичане не лишили пешву реальной политической власти. Стоимость работ по возведению крепости в 1730—1732 годах составила 16 110 рупий.
В 1828 году значительная часть комплекса была уничтожена при пожаре, причины возникновения которого не были установлены.

## Галерея

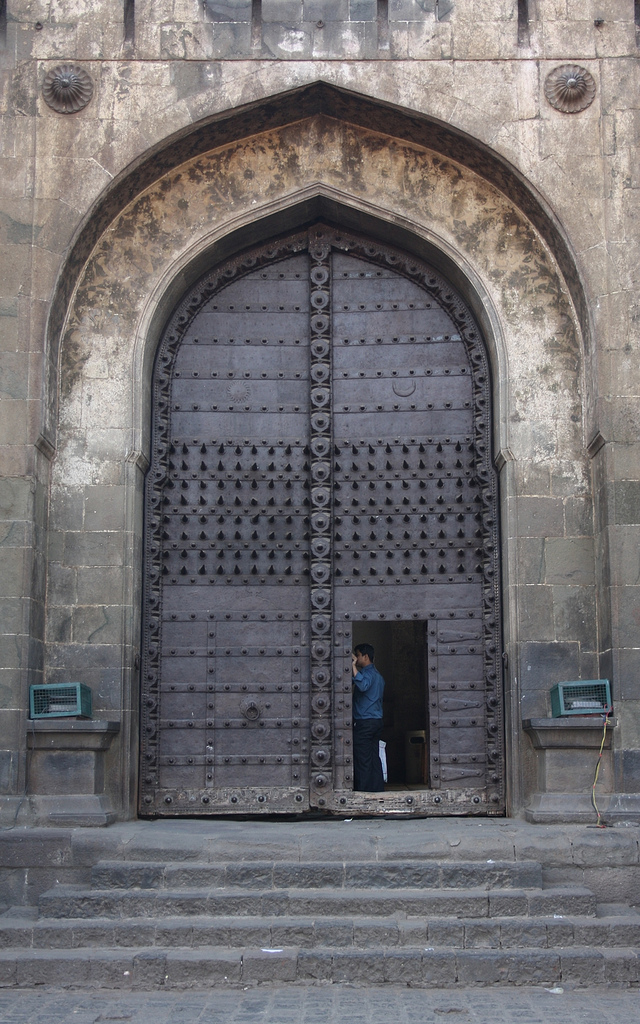
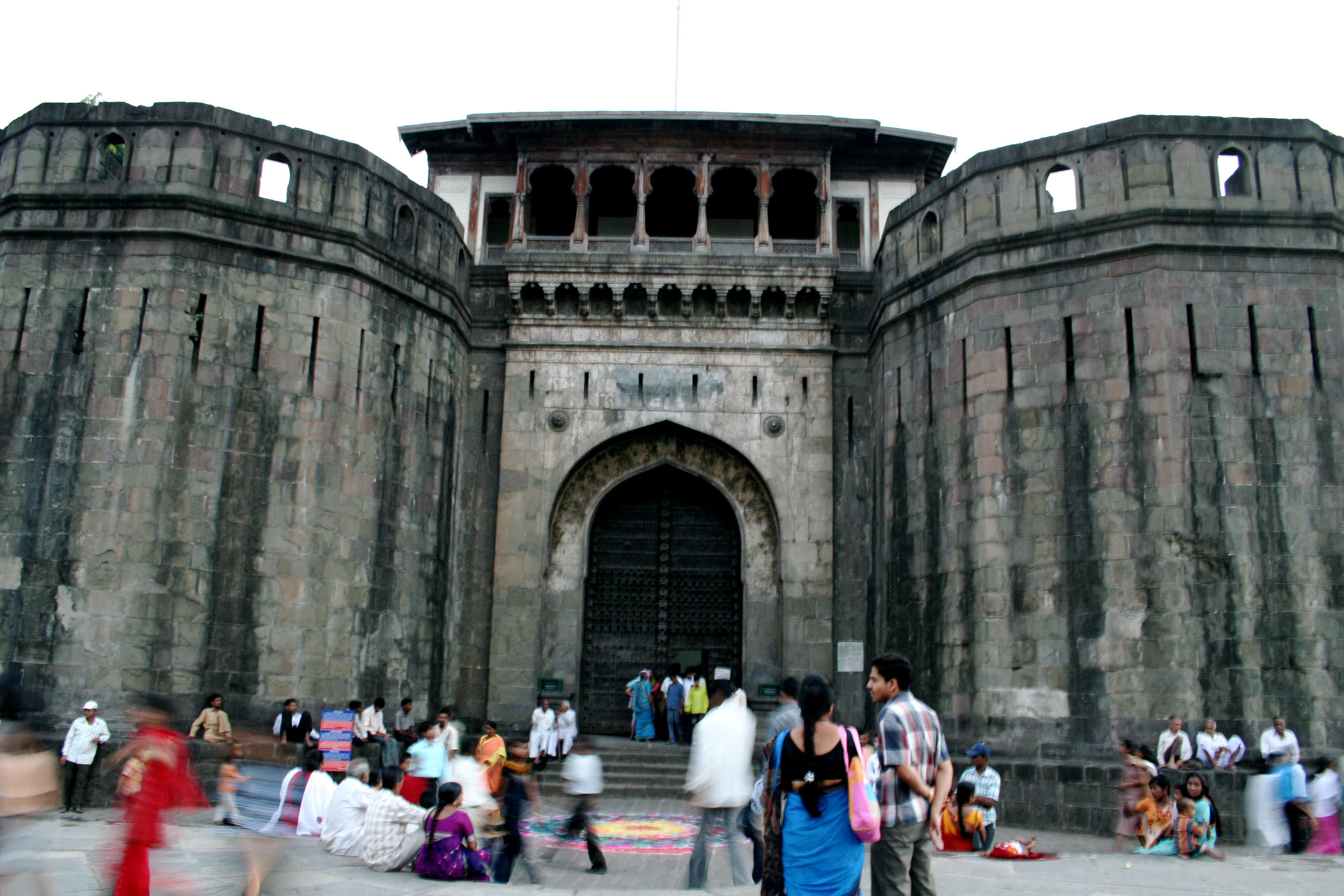
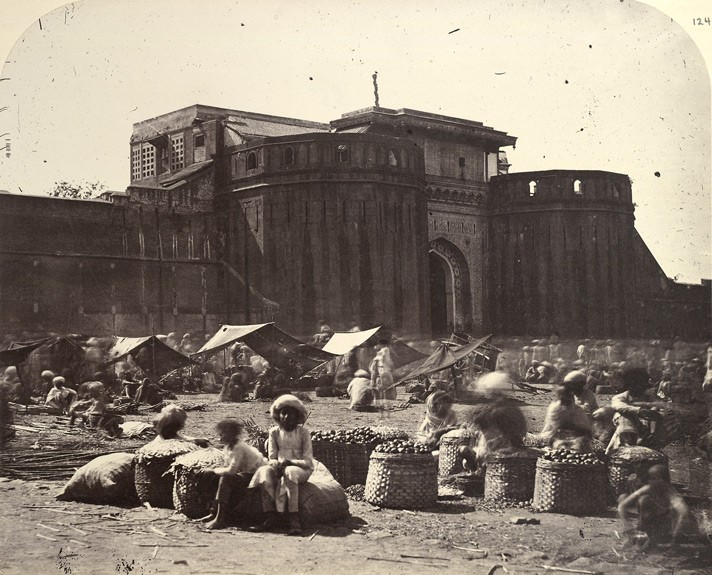
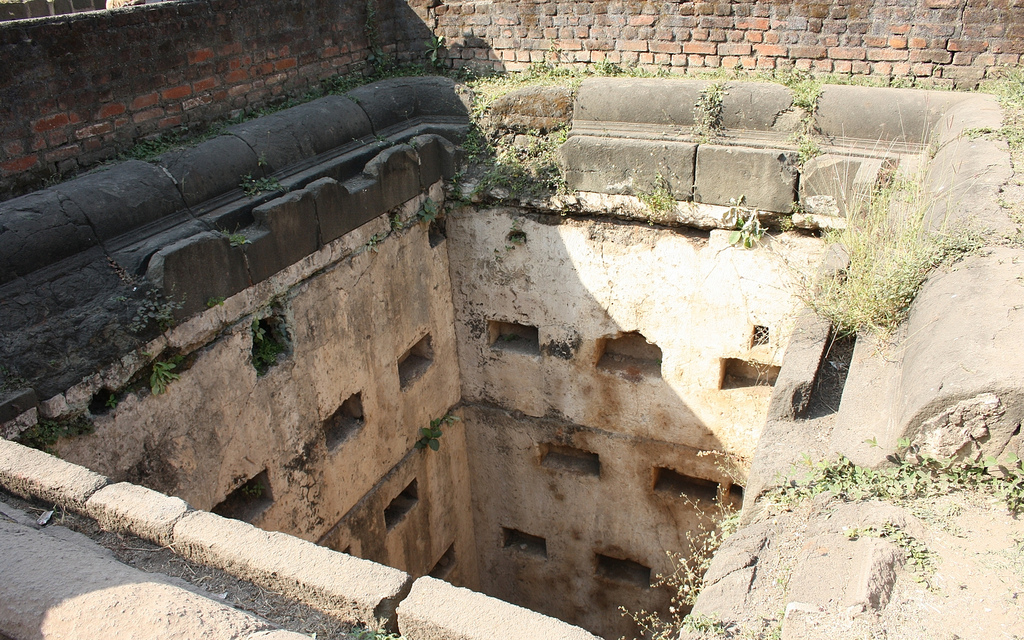
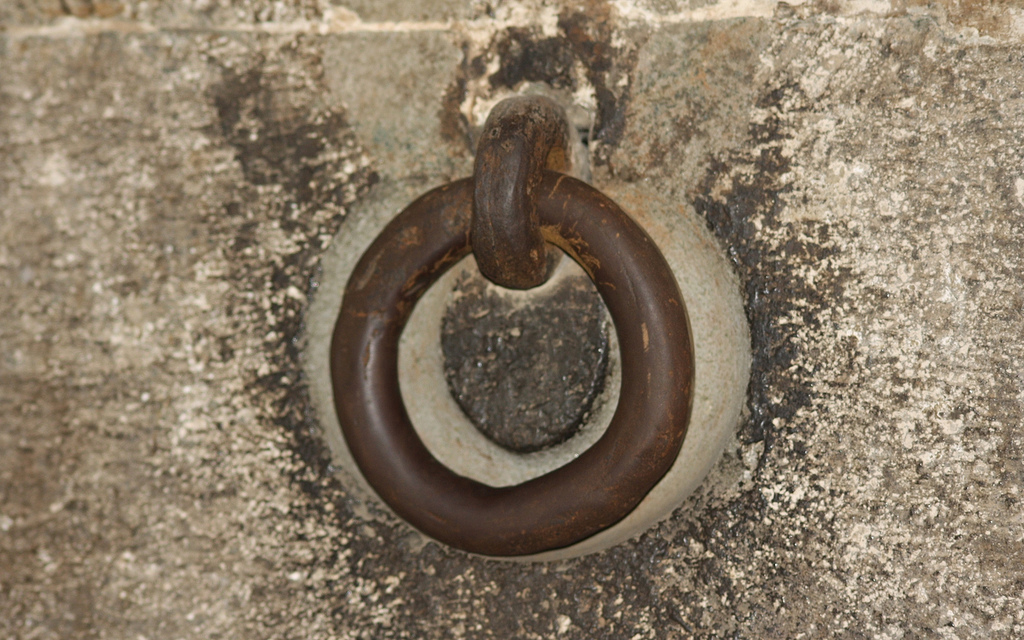
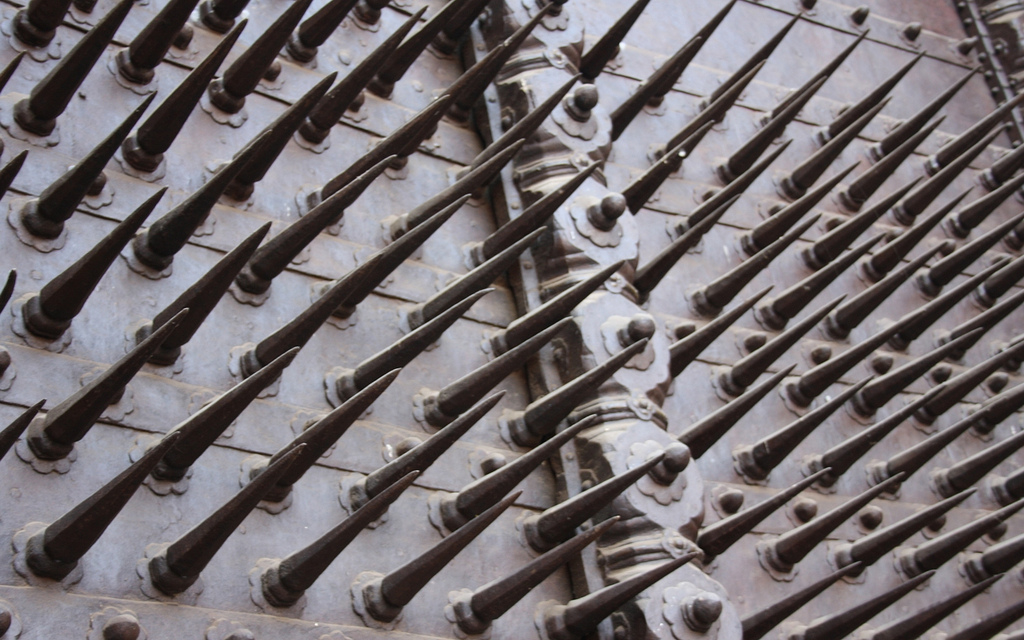
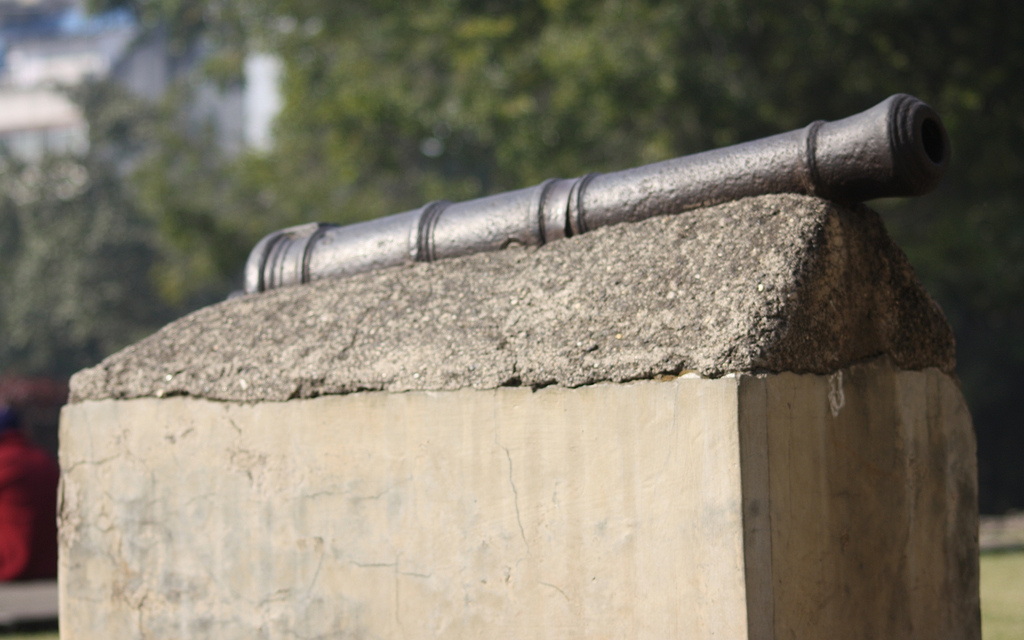
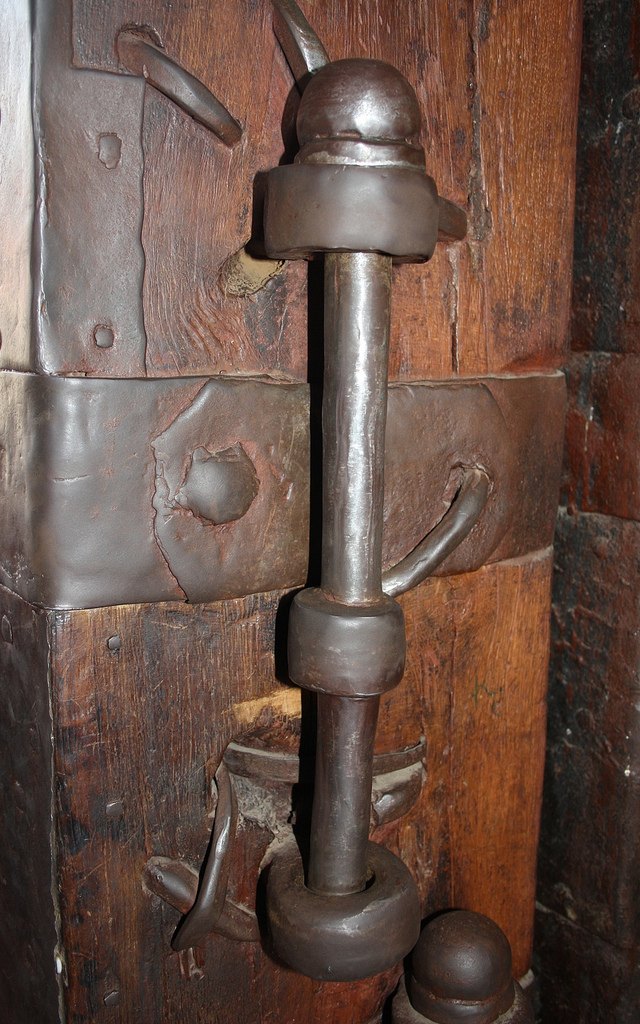
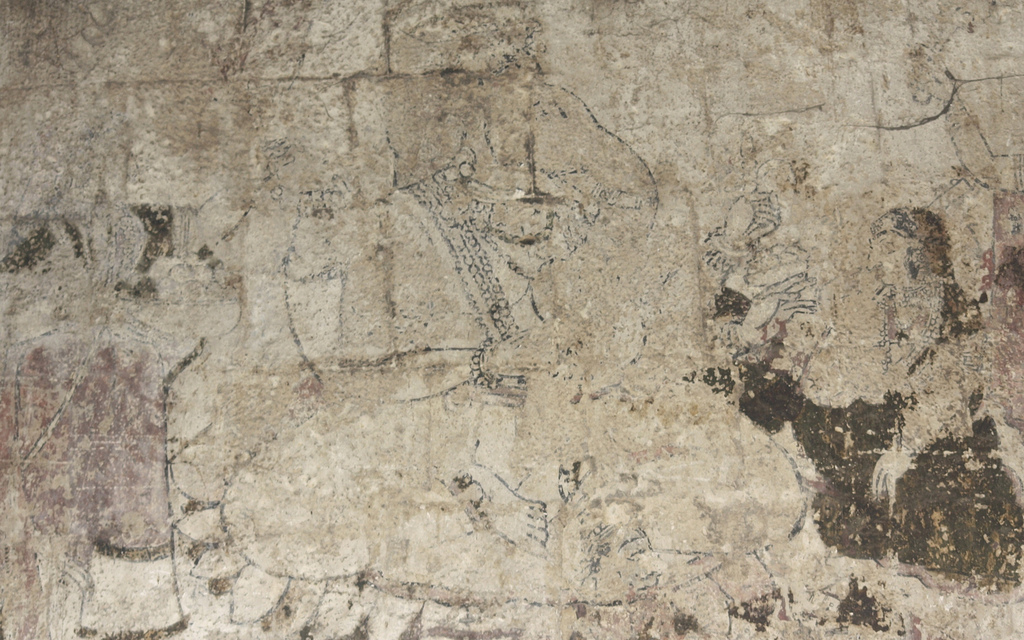
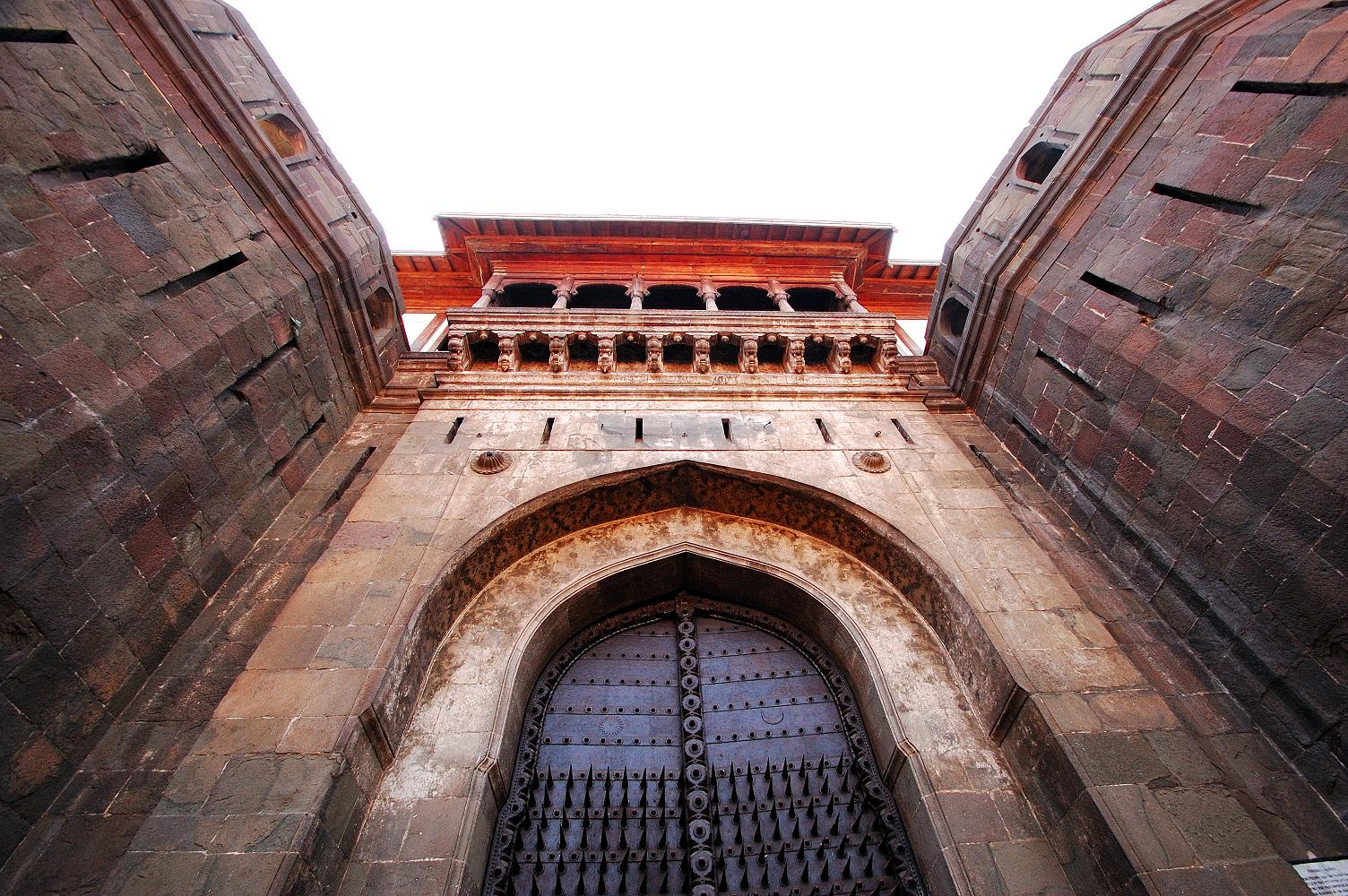

## Дополнения
- Дополнительные фотографии